# (9963) Sandage
(9963) Sandage est un astéroïde de la ceinture principale.

## Description
(9963) Sandage est un astéroïde de la ceinture principale. Il fut découvert le 9 janvier 1992 à l'observatoire Palomar par Eleanor Francis Helin. Il présente une orbite caractérisée par un demi-grand axe de 2,34 UA, une excentricité de 0,28 et une inclinaison de 23,5° par rapport à l'écliptique.

## Compléments